# (761) Brendelia
(761) Brendelia es un asteroide perteneciente al cinturón de asteroides descubierto el 8 de septiembre de 1913 por Franz Heinrich Kaiser desde el observatorio de Heidelberg-Königstuhl, Alemania.
Está nombrado en honor del astrónomo alemán Otto Rudolph Martin Brendel (1862-1939).
Forma parte de la familia asteroidal de Coronis.